# Agrimonia pilosa
Az Agrimonia pilosa (hangul: 짚신나물), más néven szőrös párlófű a rózsafélék családjába tartozó virágos növény. Elsősorban a Koreai-félszigeten, Japánban, Kínában, Szibériában és Kelet-Európában elterjedt. Magyarország keleti részén is előfordul.

## Jellemzők

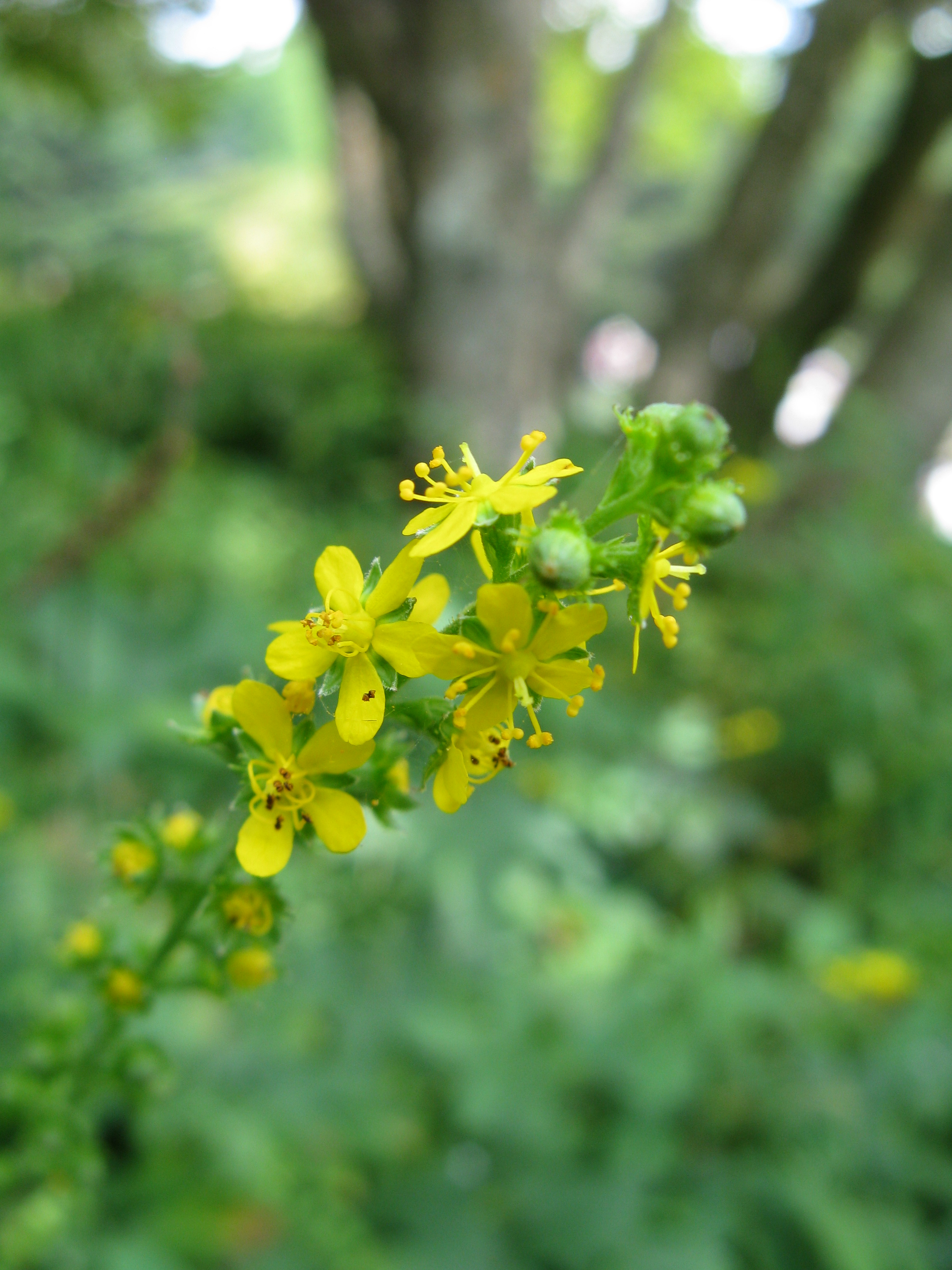
Virágok

A szőrös párlófű évelő gyógynövény, felálló szára 30–120 cm magasra is megnőhet, általában alacsony termetű, főleg száraz körülmények között. Az utak mentén, cserjésekben, erdőszéleken vagy füves területeken nő, a Kelet-Alföldön szárazabb réteken megtalálható, de ritka, tőlünk keletre gyakoribb. Laza homokos, vályogos vagy nehéz talajokon is előfordul.
Sok oldalgyökere van, rizómája rövid és általában gumós. Szára sárgászöld vagy zöld színű, a szár felső része gyéren, alsó része sűrűn szőrös. Levelei fakózöldek, váltakozó állásúak és páratlanul szárnyaltak, két-négy pár, alul akár több levélkével. A száron felfelé haladva a levélkék száma háromra vagy kevesebbre csökken. A levélkék oválisak csipkézett levélszéllel, hosszuk 3–6 cm és 1,5-3,5 cm szélesek. A növény megkülönböztetőjegyei többek között hogy a virágszár rövidebb, mint a közönséges párlófűnél, és többfelé elágazhat, a levél pedig mindkét oldalon szőrös.

## Gyógyászati felhasználás
A szőrös párlófüvet hagyományosan Koreában kelések, ekcéma és a galandférgek által okozott taeniasis betegség kezelésére használják. Nepálban és Kínában hasi fájdalom, torokfájás, fejfájás és hőguta esetén használatos.

## Fordítás
- Ez a szócikk részben vagy egészben  az   Agrimonia pilosa című angol Wikipédia-szócikk ezen változatának fordításán alapul.  Az eredeti cikk szerkesztőit annak laptörténete sorolja fel. Ez a jelzés csupán a megfogalmazás eredetét és a szerzői jogokat jelzi, nem szolgál a cikkben szereplő információk forrásmegjelöléseként.